# Nazionale maschile di pallacanestro del Kenya
La nazionale di pallacanestro del Kenya è la rappresentativa cestistica del Kenya ed è posta sotto l'egida della Federazione cestistica del Kenya.

## Piazzamenti

### Campionati africani
- 1985 - 12°
- 1989 - 11°
- 1993 - 4°
- 2021 - 9°

### AfroCan
- 2019 -  2°

## Formazioni

### Campionati africani
Campionato africano maschile di pallacanestro 19894 Yugi, 5 Kariuki, 6 Odhiambo, 7 Amugune, 8 Odera, 9 Ochieng, 10 Omany, 11 Awour, 12 Ofula, 13 R. Owino, 15 G. Owino,        All. -
Campionato africano maschile di pallacanestro 19934 R. Omole, 5 Wanjara, 6 Aluga, 7 Ochieng, 8 Otieno, 9 S. Omole, 10 Ojukwu, 11 G. Owino, 12 Swaka, 13 R. Owino, 14 Keganya, 15 Kimani,        All. -
Campionato africano maschile di pallacanestro 20214 Khaemba, 5 Ligare, 6 Mutoro, 7 Bosire, 8 Okoth, 9 Ongwae, 10 Odero, 11 Nyakinda, 12 Owili, 13 Gombe, 14 Wamukota, 15 Koranga,        All. Liz Mills

### AfroCan
FIBA AfroCan 20194 Khaemba, 5 Ligare, 6 Mutoro, 7 Juma, 8 Odendo, 9 Ongwae, 10 Okoth, 11 Nyakinda, 12 Owili, 13 Gombe, 14 Wamukota, 15 Koranga,        All. Cliff Owuor

## Nazionali giovanili
- Nazionale Under-18
- Nazionale Under-16